# Puccinellia minuta
Puccinellia minuta är en gräsart som beskrevs av Norman Loftus Bor. Puccinellia minuta ingår i släktet saltgrässläktet, och familjen gräs. Inga underarter finns listade i Catalogue of Life.